# Lycosa cowlei
Lycosa cowlei là một loài nhện trong họ Lycosidae.
Loài này thuộc chi Lycosa. Lycosa cowlei được Henry Roughton Hogg miêu tả năm 1896.